# Zgromadzenie Służebnic Najświętszego Serca Jezusowego

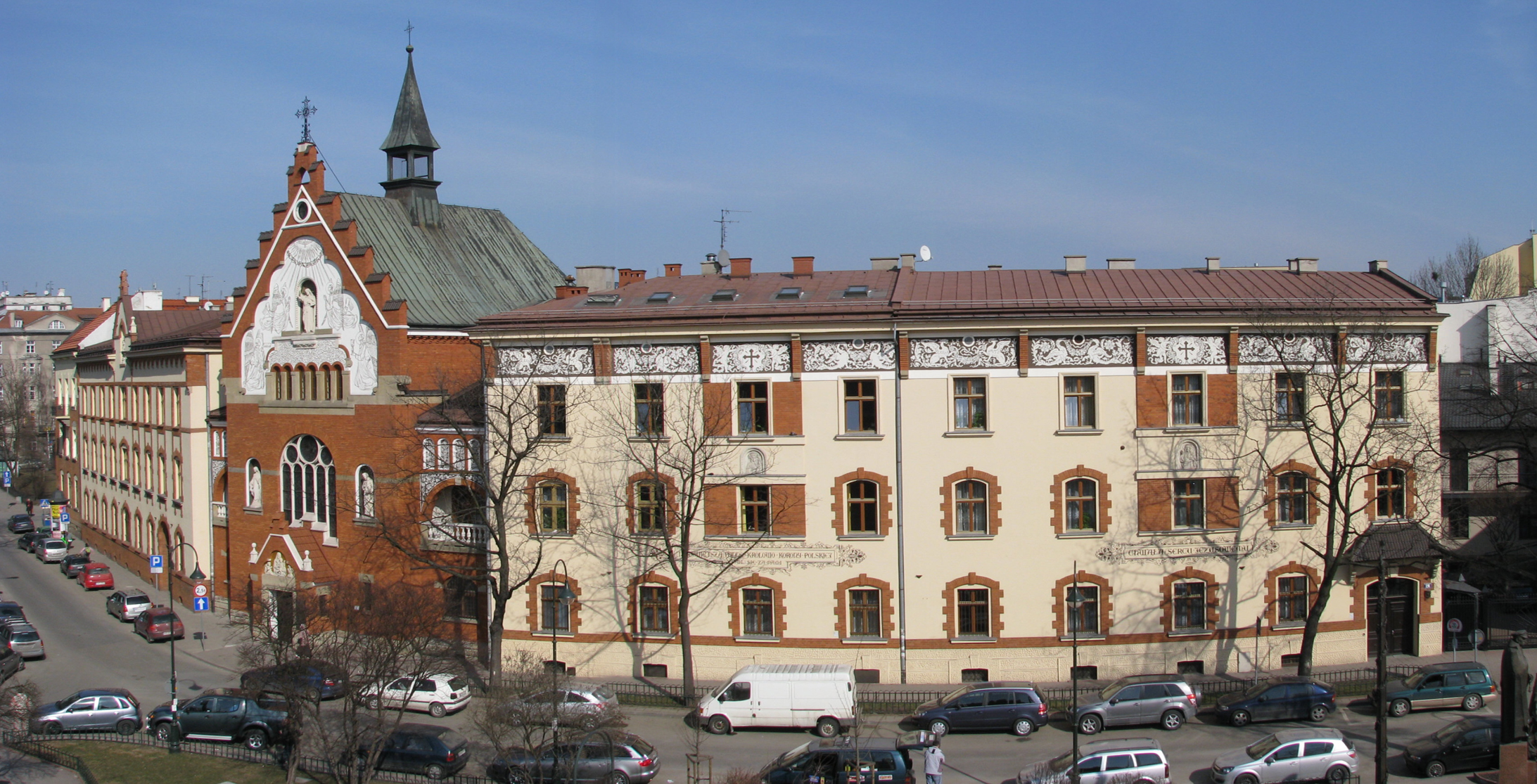
Kościół i klasztor sercanek w Krakowie

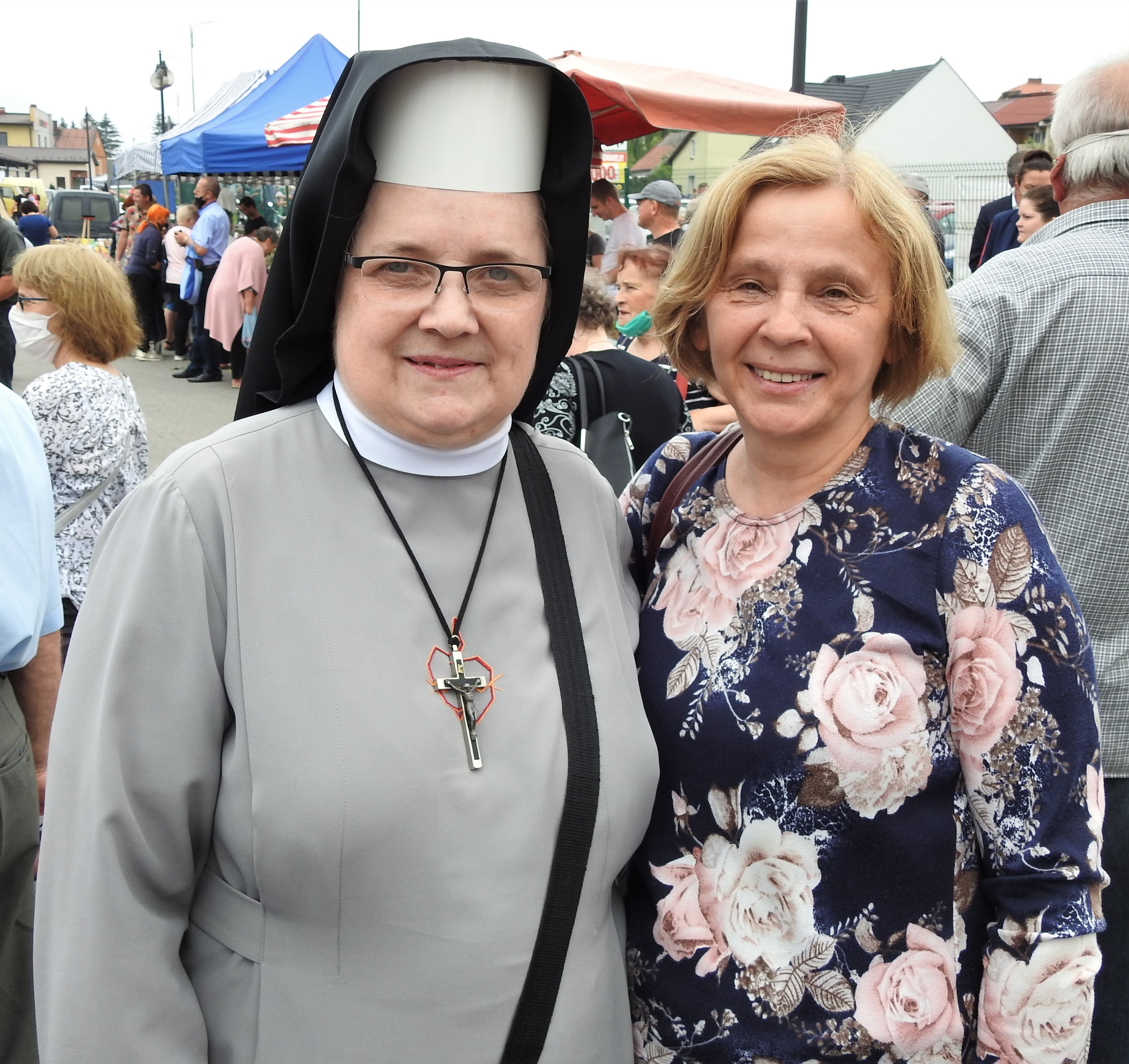
Siostra sercanka

Zgromadzenie Służebnic Najświętszego Serca Jezusowego – katolickie zgromadzenie żeńskie, potocznie nazywane sercankami, dawniej też pelczarkami. 

## Historia
W 1891 roku z inicjatywy ks. Józefa Sebastiana Pelczara profesora Uniwersytetu Jagiellońskiego, w Krakowie powstało Bractwo Najświętszej Maryi Panny Królowej Korony Polskiej. Zadanie Bractwa polegało na dążeniu do poprawy sytuacji materialnej i podniesienia religijno-moralnego poziomu wiejskich dziewcząt przybywających w poszukiwaniu pracy jako służące i robotnice. Bractwo założyło przytulisko dla tymczasowo nie mających pracy. Wkrótce utworzono zarząd nad Bractwem, którego ochmistrzynią została s. Klara Ludwika Szczęsna.
W grudniu 1893 roku ks. Józef Sebastian Pelczar, podjął decyzję o przekształceniu Bractwa w zgromadzenie zakonne o rozszerzonym zakresem działania. 10 lutego 1894 roku ks. Józef Sebastian Pelczar przedstawił kardynałowi Albinowi Dunajewskiemu tymczasowe ustawy, oparte na regule Trzeciego Zakonu św. Franciszka, wraz z petycją kandydatek, o pozwolenie na prowadzenie życia wspólnego, noszenie habitu oraz składania ślubów prostych, rocznych, po odbyciu nowicjatu. 27 marca 1894 roku kardynał Albin Dunajewski wydał dekret o utworzeniu Zgromadzenia Służebnic Najświętszego Serca Jezusowego, mających pracować nad stanem moralnym i materialnym służących i robotnic, oraz pielęgnowania chorych po domach.
15 kwietnia 1894 roku zostało założone zgromadzenie zakonne, a współzałożycielką i pierwszą przełożoną generalną została s. Klara Ludwika Szczęsna. 16 listopada 1908 roku o. Domini Reuter, generał Franciszkanów wydał dekret afiliacji do III Zakonu św. Franciszka. 15 lutego 1909 roku Kongregacja dla Zakonników wydała dekret pochwalny, 19 marca 1912 roku zatwierdziła Zgromadzenie i jego Konstytucje na siedem lat. 30 stycznia 1923 roku Stolica Apostolska zaaprobowała Konstytucje Zgromadzenia na czas nie ograniczony.
Wskutek wielkiej liczby powołań dom przy ul. św. Krzyża, nie mógł pomieścić zgłaszających się kandydatek i wynajmowano pokoje u ludzi świeckich. Księżna Wanda Jabłonowska podarowała grunt przy ul. Garncarskiej, pod budowę domu zakonnego, który w lipcu 1896 roku został poświęcony. W 1900 roku z ofiarności Zofii Włodkowiczowej, zbudowano Kościół Najświętszego Serca Pana Jezusa. W 1895 roku pierwsze sercanki wyjechały do Lwowa, a w 1896 roku następnym roku następna grupa wyjechała do Zakopanego. W początkowym okresie istnienia zgromadzenia Sercanki pracowały w całej Galicji, zajmując się działalnością dydaktyczno-wychowawczą i charytatywną, oraz prowadziły schroniska dla dziewcząt pracujących, ochronki, sierocińce, szkoły, pracowały w szpitalach i zakładach opieki społecznej.
W 1921 r. siostry sercanki na prośbę biskupa Adama Stefana Sapiehy podjęły posługę w kurii krakowskiej, a 1945 r. w Seminarium Polskim we Francji. W 1946 r. musiały opuścić Lwów, do którego powróciły w 1991 r. 
W latach 1978–2005 siostry sercanki prowadziły gospodarstwo domowe papieża Jana Pawła II w Watykanie. Jedna z nich, s. Eufrozyna (Teresa Rumian) była przez cały pontyfikat osobistą sekretarką papieską. 

## Domy zakonne
- Prowincja Najświętszej Maryi Panny Królowej Polski (północno-zachodnia) – Częstochowa (dom prowincjalny).
- Prowincja św. Józefa (południowo-wschodnia) – Rzeszów (dom prowincjalny).
- Prowincja św. Małgorzaty Marii Alacoque – Groslay (dom prowincjalny - Francja).
- Prowincja Najświętszego Serca Pana Jezusa – Cresson (dom prowincjalny - USA).

Ponadto zgromadzenie posiada wiceprowincję boliwijską, delegaturę na Ukrainie, placówki misyjne w Libii i na Jamajce, a także domy we Włoszech. Dom Generalny znajduje się w Krakowie. Obecnie domy sercanek są usytuowane także w Ameryce Północnej (USA, Jamajka) i Ameryce Południowej (Boliwia, Argentyna).
Domy zakonne w Polsce – Kraków (8), Częstochowa (2), Rzeszów (4), Biecz, Bobrowniki Wielkie, Kamesznica, Korczyna (2), Jaśliska, Radomsko, Lipsko, Lublin, Łask, Łódź (2), Pińczów, Przemyśl (2), Puck, Słomniki, Słupca, Warka, Warszawa (2), Włocławek, Włoszczowa (2), Zakopane, Zalesie Górne (2).
Domy zakonne na Ukrainie – Lwów, Brody, Złoczów, Rudki, Zwiahel (d. Nowograd Wołyński), Romanów.